# Closer, entre adultes consentants
Pour les articles homonymes, voir Closer.
Pour plus de détails, voir Fiche technique et Distribution.
Closer, entre adultes consentants (Closer) est un film américain réalisé par Mike Nichols, sorti en 2004.

## Synopsis
Dan est un écrivain raté qui travaille à la rubrique nécrologique d'un journal. Il est témoin d'un accident impliquant une inconnue renversée par un taxi, Alice. À partir de ce moment, ils tombent follement amoureux. Dan écrit un livre dans lequel il raconte la vie d'Alice. Après une séance photo pour ce nouveau livre, il s'entiche d'Anna, la photographe. Malheureusement pour Dan, Alice s'en rend compte rapidement et Anna refuse de le revoir.
Par jeu, Dan organise un rendez-vous entre Larry, un homme rencontré par  l'internet, et Anna, dans le but de la rendre mal à l'aise. Le jeu tourne court car Larry et Anna se mettent ensemble.
Le problème est que Dan et Anna s'aiment. Dès lors, s'installe dans le film un chassé-croisé entre les deux couples où sentiments, haine et amours cohabitent.

## Fiche technique
- Titre original : Closer
- Titre français : Closer, entre adultes consentants
- Réalisateur : Mike Nichols
- Scénario : Patrick Marber d'après sa pièce de théâtre
- Production : Mike Nichols, Cary Brokaw, John Calley, Scott Rudin (exécutif), Celia D. Costas (exécutif), Robert Fox (exécutif)
- Sociétés de production : Columbia Pictures, Icarus Productions, Inside Track Films, John Calley Productions, Avenue Pictures Productions
- Sociétés de distribution : Sony Pictures Releasing (USA), Columbia TriStar Films du Canada (Canada)
- Musique originale : Željko Joksimović
- Photographie : Stephen Goldblatt
- Montage : John Bloom, Antonia Van Drimmelen
- Décors : Tim Hatley, Grant Armstrong
- Costumes : Ann Roth
- Format : couleur — 35 mm — 1,85:1 — DTS / Dolby Digital / SDDS
- Genre : Drame et romance
- Durée : 104 minutes
- Budget : 27 000 000 $
- Pays :  États-Unis
- Lieu de tournage : Londres ( Royaume-Uni)[1]
- Langue originale : anglais
- Dates de sortie :
  -  États-Unis : 3 décembre 2004
  -  Royaume-Uni : 14 janvier 2005
  -  France : 19 janvier 2005

- Classification :
  -  États-Unis : R
  -  Royaume-Uni : 15
  -  France : Tous publics mais réévalué avec interdiction aux moins de 12 ans

## Distribution
- Julia Roberts (VF : Céline Monsarrat) : Anna Cameron
- Jude Law (VF : Guillaume Orsat) : Daniel « Dan » Woolf
- Natalie Portman (VF : Sylvie Jacob) : Alice Ayres / Jane Jones
- Clive Owen (VF : Éric Herson-Macarel) : Larry Gray
- Nick Hobbs : le chauffeur de taxi
- Colin Stinton : le douanier

## Casting
Le rôle d'Anna a été à l'origine proposé à Cate Blanchett mais l'actrice a été écartée du casting, car elle était enceinte. Le rôle fut alors donné à Julia Roberts.

## Distinctions

### Récompenses
- BAFTA Awards : meilleur acteur dans un rôle secondaire (Clive Owen)
- Golden Globes : meilleur acteur dans un rôle secondaire (Clive Owen) et meilleure actrice dans un rôle secondaire (Natalie Portman)
- Las Vegas Film Critics Society Awards : meilleur acteur dans un rôle secondaire (Clive Owen)
- National Board of Review : meilleur casting (Natalie Portman, Jude Law, Julia Roberts et Clive Owen)
- New York Film Critics Circle Awards : meilleur acteur dans un rôle secondaire (Clive Owen)
- San Diego Film Critics Society Awards : meilleure actrice dans un rôle secondaire (Natalie Portman)
- Toronto Film Critics Association Awards : meilleur acteur dans un rôle secondaire (Clive Owen)

### Nominations
- Oscars du cinéma : meilleur acteur dans un rôle secondaire (Clive Owen) et meilleure actrice dans un rôle secondaire (Natalie Portman)
- American Screenwriters Association : meilleur scénario (Patrick Marber)
- BAFTA Awards : meilleure actrice dans un rôle secondaire (Natalie Portman) et meilleur scénario adapté (Patrick Marber)
- Cinema Brazil Grand Prize : meilleur film
- Critics Choice Awards : meilleur casting (Natalie Portman, Jude Law, Julia Roberts et Clive Owen) ; meilleur acteur dans un rôle secondaire (Clive Owen) et meilleure actrice dans un rôle secondaire (Natalie Portman)
- Golden Globes : meilleur film - Drame ; meilleur réalisateur (Mike Nichols) ; meilleur scénario (Patrick Marber)
- London Critics Circle Film Awards : acteur britannique de l'année (Clive Owen) ; actrice de l'année (Natalie Portman)
- Online Film Critics Society Awards : meilleur acteur dans un rôle secondaire (Clive Owen) ; meilleure actrice dans un rôle secondaire (Natalie Portman) et meilleur scénario adapté (Patrick Marber)
- Satellite Awards : meilleur acteur dans un rôle secondaire (Clive Owen) ; meilleure actrice dans un rôle secondaire (Natalie Portman) ; meilleur scénario adapté (Patrick Marber) et meilleur montage (John Bloom, Antonia Van Drimmelen)
- Teen Choice Awards : actrice dans un film dramatique préférée (Natalie Portman)